# エロ漫画市場における女性
エロ漫画市場における女性（エロまんがしじょうにおけるじょせい）は、少数派だが重要な生産者及び消費者である。それにもかかわらず、成人向け漫画を含むエロ漫画コミュニティは男性中心主義的であり、時には女性の存在は不可視化されてきた。

## 人口統計上の観点
男性向けのエロ漫画を描く女性は1990年代中期以降に増加し、雑誌によっては描き手の過半数が女性である。海野やよいによると、1984年の時点では成人向け漫画を手掛ける女性は少なかった。現在は作家側に3割女性がいると言われており、山本直樹によると『マンガ・エロティクス・エフ』はほとんどが女性だったという。米澤嘉博によると、『COMICフラミンゴ』は女性作家が多かった。
塩山芳明は、かつてはさがみゆきと深倉街子の2人しかいないほど女性エロ漫画家は少なかったが、ロリコン漫画ブーム以降に「大量に」増えたと述べている。2004年時点で、美少女系エロ漫画誌にアンケートを寄せる読者の1割が女性で、女性作者も1割程度だった。多田在良によると、1984年頃のエロ劇画においては読者の5%が女性で、現在においては男性向け美少女系エロ漫画全体で四分の一が女性作者である。
エロ漫画読者の男女比は紙媒体では9:1だが、ネット上の売り上げでは5:5になる。2021年にABEMAが行った調査では、10代と20代では女性の6割以上がエロ漫画を読んでおり、同世代の男性よりも割合が高かった。30代では男性の割合を超えなかったが、56.7%の女性がエロ漫画を読んでいた。英語圏に向けて日本のエロ漫画事業を展開しているFAKKU!のジェイコブ・グレイディによると、同社で扱っているのは男性向けであるにもかかわらず、3分の1が女性読者である。

## 歴史
エロ漫画作家や編集者は通常、男性を支持層として想定しており、エロ漫画は男性向けのオタク文化というイメージを持たれてきた。エロ劇画誌でデビューした江川広実は、元々パンチラばかり描いており、エロを描くことに抵抗はなかったと述べた。海野やよいは、女性であることでデビューがしやすかったという恩恵はあったかもしれないが、自分が活動していた時期に業界内でセクシャルハラスメントは受けなかったと述べた。20世紀末頃、女性エロ漫画家は単行本の印税によって1冊につき手取りで約60万円の収入を手にすることができた。多い人はこれを年に2、3冊出すため、当時の大卒ではない地方出身の女性としては、余裕資金をファッションに投じることができるくらいの多額な報酬に映った。
かつては女性が直接書店に訪問してエロ漫画を購入することはハードルが高い行為だった可能性が指摘されている。女性はエロメディアに興味がないわけではないが、触れるチャンスが限定されていた。実際にはエロ漫画を読んでいるとしても、女性はそのことを隠すであろうことが推定された。稀見理都は、女性読者が増えた要因として、デジタルコミックの普及を挙げている。
2020年代に入り、グラビアアイドルの柳瀬さきは、自身の写真集発売に際して「エロ漫画をポップに、おしゃれに再現できると良い」と語った。女性上位を得意とするエロ漫画家として顔出しで活動していることまろは、女の子を描くのが好きだという理由で男性向けのジャンルを選んだ。他に著名人では、菜々緒と鈴木愛理がエロ漫画を読むことを明かしている。

## 女性向けエロ漫画
レディースコミック、ティーンズラブ、ボーイズラブといった女性向けのエロ漫画の発行者は11社17誌を数える。
女性向けエロ漫画は、男性向けエロ漫画と描写に違いがあるという。例えば、男性向け作品では約90%で体液の射出や女性のオーガスムが描かれるのに対し、女性向け作品では37%から47%しか描かれない。一方、関西大学教授の守如子は、女性向けエロ漫画と男性向けエロ漫画が異なる価値観によっているとはあまり考えていないと述べている。それに関連して、男性向け作品が女性の身体を中心的に描いているのと同様に、少しの差は認められどレディースコミックでも圧倒的に女性の裸体が中心に描かれていることを指摘している。
堀あきこは、女性作家が男性向けエロ漫画を描くことはあるが、男性作家が女性向けエロ漫画を描くことは皆無であるという現象があると述べた。掘は、男性向け・女性向けという区分を越境して活動している女性作家として、米倉けんご、井ノ本リカ子、野火ノビタ、BENNY'Sを挙げ、主に男性向けで活動する作家として関谷あさみを挙げた。

## 男性向けエロ漫画の消費
グラビアアイドルの葉月つばさは『COMIC快楽天』、『comicアンスリウム』、『コミックホットミルク』を購読していることを公言しており、『COMIC快楽天』ではコラムを連載している。吉行ゆきのは、『COMICペンギンクラブ』でエロ漫画の書評を連載した。MINAMOもエロ漫画愛好者として東京スポーツで月野定規などのベテランエロ漫画家との対談記事を連載している。
男性向けエロ漫画を読む女性が集まった座談会によると、男性向けエロ漫画は「性行為中に母乳が出る描写」、「中に出されている時に女性が熱さを感じる描写」、「アヘ顔」に違和感を感じるという意見があった。一方、エロ漫画をマスターベーションに使用することもあるという意見もあった。
女性作家の知るかバカうどんが描いた鬼畜系ともいえる作品『ボコボコりんっ!』は、男性向けであるにもかかわらず登場人物のコスプレをするほどの熱意のある女性ファンを多数獲得した。